# Châtelperron
Châtelperron é uma comuna francesa na região administrativa de Auvérnia-Ródano-Alpes, no departamento Allier. Estende-se por uma área de 21 km². Em 2010 a comuna tinha 146 habitantes (densidade: 7 hab./km²).

## Importância arqueológica

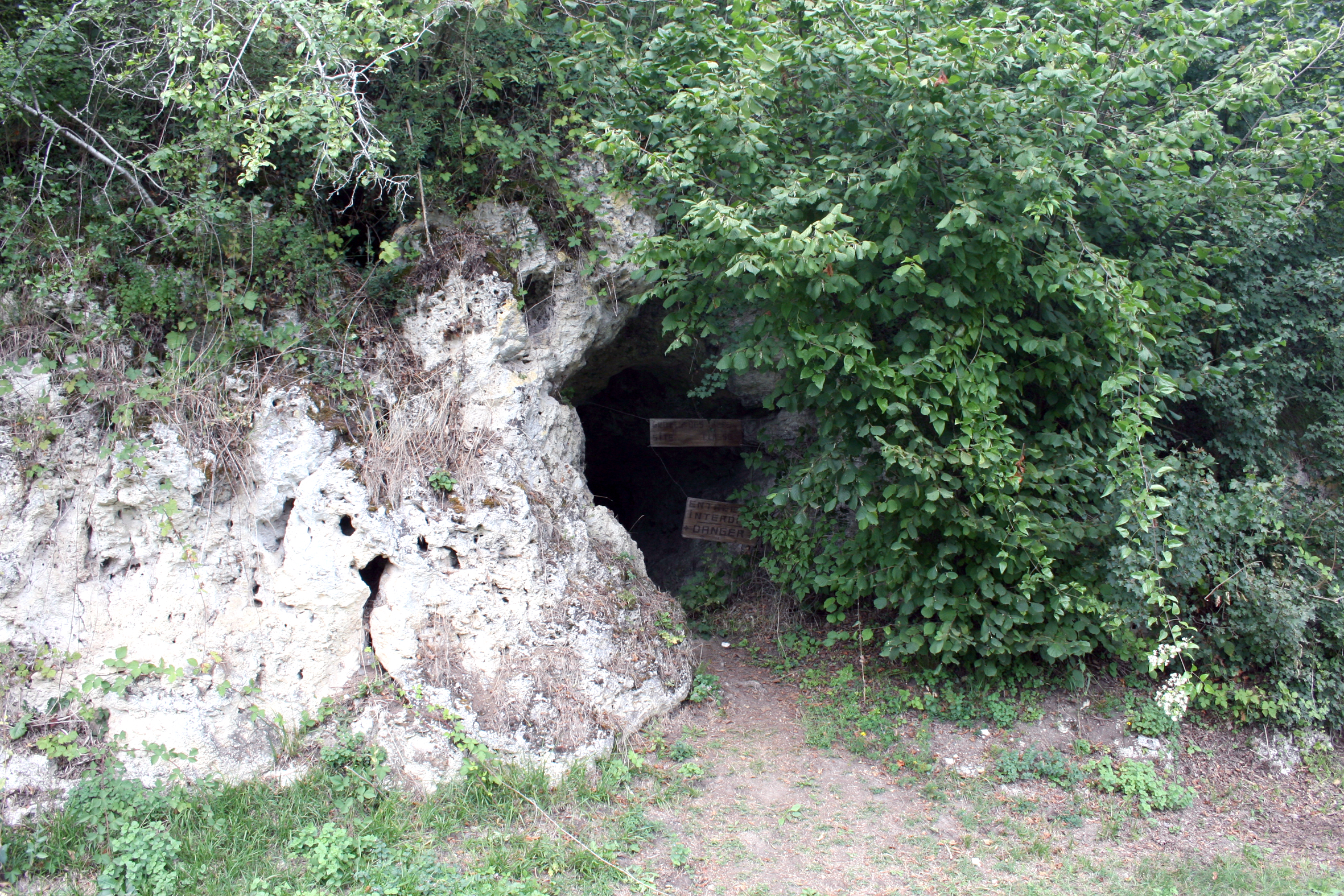
Entrada de La Grotte des Fées, um dos mais importantes sítios para o registro Chatelperronense.

A comuna de Châtelperron apresenta grande importância arqueológica por ser onde se localiza a caverna La Grotte des Fées, sítio arqueológico onde foram encontrados os primeiros vestígios da indústria lítica Chatelperronense, creditada aos neandertais. A indústria lítica Chatelperronense é de grande importância para os estudos de arqueologia por apresentar diversos tipos de ferramentas, lâminas e ornamentos, que, além de outras coisas, parecem apontar para um possível comportamento simbólico por parte dos neandertais.